# Heinz Harmel
Heinz Harmel, född 29 juni 1906 i Metz i Lothringen, död 2 september 2000 i Krefeld, var en tysk SS-Brigadeführer och generalmajor i Waffen-SS. Under andra världskriget var han chef för 10. SS-Panzer-Division Frundsberg från den 27 april 1944 till april 1945. Han erhöll Riddarkorset av Järnkorset med eklöv och svärd i december 1944. 

## Biografi
År 1926 gick Heinz Harmel gick med i frikåren Rossbach och anslöt sig sedan till Reichswehr. Han ville bli officer, men Versaillesfördraget begränsade arméns numerär och Harmel placerades därför i reserven. Istället utbildade han sig inom jordbruket och arbetade före NSDAP:s maktövertagande som jordbruksadministratör. År 1935 gick han med i SS-Verfügungstruppe (SS-VT) och placerades i regimentet SS-Standarte Germania. 
Under sommaren 1936 genomgick Harmel en plutonsbefälsutbildning och placerades därefter i SS-Standarte Deutschland. Harmel deltog i den tyska annekteringen av Österrike i mars 1938, Anschluss, och överfördes till det nyuppsatta österrikiska SS-VT-regementet SS-Standarte Der Führer, där han verkade som kompanibefäl. 
Harmel och hans regemente fick tillsammans med divisionen SS-Verfügungs-Division sitt elddop under slaget om Frankrike 1940, då de avancerade fram genom Nederländerna. Harmel förlänades för sina insatser med Järnkorset av båda klasserna. Den 1 januari 1941 tog Harmel över befälet för II. bataljonen i regementet.
Under Balkanfälttåget i april 1941 ryckte Harmels bataljon fram mot den jugoslaviska huvudstaden Belgrad. Den 22 juni 1941 inleddes den tyska invasionen av Sovjetunionen, operation Barbarossa. Harmel ryckte fram som en del av armégrupp Mitte och erhöll det Tyska korset i guld för sina insatser under de hårda striderna vid den strategiskt viktiga staden Jelnja.
Den 4 december 1941 fick Heinz Harmel befälet över SS-Infanterie Regiment Deutschland som under svåra vinterförhållanden bekämpade den sovjetiska vinteroffensiven. I juni 1942 förflyttades regementet till Frankrike för vila och reorganisation. I början av 1943 flyttades Harmel och hans regemente åter till östfronten och deltog i Tredje slaget vid Charkov. Under dessa strider befann sig Harmel i sin pansarvagn, ofta i täten för anfallsformationerna. För sina insatser under slaget förlänades han med Riddarkorset och dessutom en utmärkelse, Panzervernichtungsabzeichen, för att personligen med lätta infanterivapen ha slagit ut en fientlig stridsvagn. 
Harmel ledde också sitt regemente under slaget om Kursk, innan han under hösten sårades. Efter konvalescens kom han tillbaka till regementet. 
I mars/april 1944 genomgick Heinz Harmel en utbildning för blivande divisionsbefälhavare innan han den 27 april 1944, som 37-åring, fick befälet över 10. SS-Panzer-Division Frundsberg, som vid denna tidpunkt stred på östfronten. Som personlig signalist hade han den estlandssvenske Sven-Erik Olsson.  
Efter den allierade landstigningen i Normandie den 6 juni förflyttades Frundsberg till västfronten. I Normandie deltog divisionen i hårda, förlustrika strider. Därefter förlades Harmel med sin division i närheten av den nederländska staden Arnhem för vila och reorganisation. I september genomförde de allierade en fallskärmsjägaroperation mot staden, operation Market Garden. I januari 1945 förflyttades divisionen till östfronten. 
I slutet av april 1945 vägrade Heinz Harmel att lyda en given order när han beordrade att hans inringade division skulle genomföra ett utbrytningsförsök. Han fråntogs befälet för Frundsberg och förflyttades som straff söderut, där han fick befälet över en Kampfgruppe som framgångsrikt höll Karawanken-passet, på gränsen mellan Österrike och Slovenien, så att retirerande tyska förband kunde ta sig igenom. 
Heinz Harmel tillbringade två år som krigsfånge i Storbritannien innan han återvände till Tyskland och ett civilt liv. Han avled år 2000.

## Befordringar
- SS-Oberscharführer – 2 oktober 1935
- SS-Untersturmführer – 1 januari 1937
- SS-Obersturmführer – 30 januari 1938
- SS-Hauptsturmführer – 30 januari 1939
- SS-Sturmbannführer – 20 april 1941
- SS-Obersturmbannführer – 19 juni 1942
- SS-Standartenführer – 20 april 1943
- SS-Oberführer – 18 maj 1944
- SS-Brigadeführer och Generalmajor i Waffen-SS – 7 september 1944

## Utmärkelser
- Järnkorset av andra klassen
- Järnkorset av första klassen
- Sudetenlandmedaljen med Pragspännet
- Memellandmedaljen
- Såradmärket i svart
- Infanteristridsmärket
- SS-Ehrenring (Totenkopfring)
- Östfrontsmedaljen
- Tyska korset i guld: 29 november 1941
- Riddarkorset av Järnkorset
  - Riddarkorset: 31 mars 1943
  - Eklöv: 7 september 1943
  - Svärd: 15 december 1944
- Närstridsspännet: 10 september 1943
- Omnämnd i Wehrmachtbericht den 16 juli 1944
- SS Hederssvärd
- Julleuchter

### Otryckta källor
- Ritterkreuzträger